# 冷やし麺
冷やし麺（ひやしめん）、冷製麺（れいせいめん）は、麺類の食べ方の一種。麺を冷たい状態にして食べることをいう。冷やした麺をタレ・つゆに浸けて食べるタイプと冷やしたタレ・つゆに浸かった状態で供されるタイプとがある。東アジアを中心として、いろいろな国で食べられる料理である。

## 日本

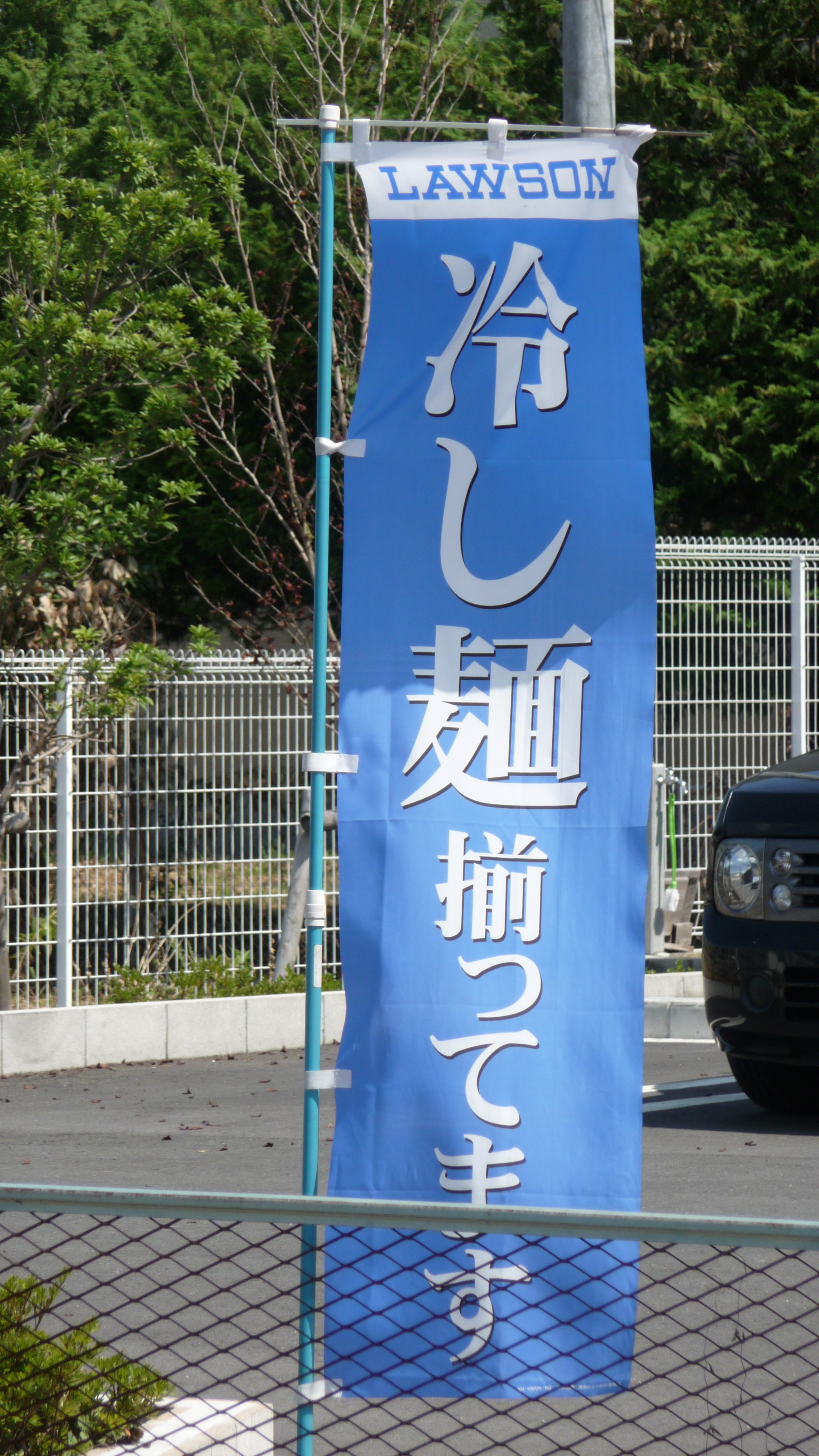
｢冷し麺｣案内の幟(のぼり)

現代の日本においては、蕎麦やうどんを熱いつゆで食べる方法と、冷たいつゆにつけたりかけたりして食べる方法がどちらも存在しており、特に夏は冷たいつゆで食べることが多い。また、素麺やひやむぎなどは温かくして食べることもあるが、冷たいつゆで食べるほうが一般的で、夏の風物詩となっている。他にも、きしめんを冷やした「きしころ」や、ほうとうを冷やした「おざら」などが存在する。
歴史的には古代中国から伝わった「索餅（麦縄）」が、室町時代には伸ばし麺である素麺や、切麺であるうどん・ひやむぎへと進化し、冷やして食べるため細くなった素麺・ひやむぎと、暖かくして食べるため太くなったうどんに分かれたという説がある。また、蕎麦も室町時代末期にはうどんと同じく切麺状になり、当初は冷やして食べる方法が普通であった。
また現代の日本では、中華麺を冷やして食べる「冷やし中華」も一般的に食されている。中国の涼拌麺がルーツとみられるが、大きく異なるため日本独自の料理と考えられている。北海道では冷やしラーメン、近畿地方では冷麺と呼ぶ。また、中華麺を蕎麦やうどんのように食べるつけ麺も、熱いつゆと冷たいつゆの両方で食べる方法があり、ざる蕎麦のような「ざるラーメン」といったものも存在する。他にも山形県や福島県には「冷やしラーメン」、広島県には「呉冷麺」や「広島つけ麺」などといった料理が存在する。
また、朝鮮式の冷麺から発生し、日本で独自の進化を遂げた「盛岡冷麺」や「別府冷麺」などといったものも食べられている。

## 中国
現代の中国では「涼拌麺」または「涼麺」といい、中国南部の「上海涼麺」など酢が使われているため日本の冷やし中華に似たものもあるが、一般的に花生醤を入れて食べる。
中国南部以外には、北部の「涼粉」、西部の「涼皮」というものがある。味は非常に辛く、中国の夏の風物詩になっている。
中国の涼拌麺は、他の漢字文化圏の国の冷やし麺（日本の冷やし中華、朝鮮の冷麺、ベトナムのブン）のルーツと見られている。また、中国語では冷やし中華を「日本式涼拌麵」、冷麺を「朝鮮冷麵」、ブンを「檬粉」という。日式涼麵や日式冷麵という表記は「日本の冷たい麺料理」とも解釈可能なため蕎麦やうどん、素麺などを含んでしまう場合がある。

## 台湾
台湾の「台式涼麺」は日本の冷やし中華に似たものである。
また、嘉義市の「嘉義涼麺」（嘉義風マヨネーズ冷やし麺）は、中国式の涼拌麺と、日本式の冷やし中華両方の特徴を持っている。
また、日本の蕎麦やうどんなどは冷やして食べるものであり、暖かいものという認識は薄いとされる。

## 朝鮮・韓国
朝鮮半島由来の冷製麺料理。朝鮮語では냉면（ネンミョン、韓国標準語）または랭면（レンミョン、北朝鮮標準語）。主に平壌発祥のムルレンミョン（汁冷麺）と咸興発祥のピピムネンミョン（汁無し混ぜ冷麺）の2種類がある。
また、韓国では日本の冷やし中華を「中（式）冷麺」として食する場合もある。

## ベトナム
ベトナムではビーフンの一種である、フォーやブンが一般的な麺類であり、冷やしたものも食されている。

## イタリア
イタリアにはもともとパスタを冷やして食べる文化はなく、ミラノでリストランテを開いていたグワルティエーロ・マルケージが日本を訪れた際に食した蕎麦を気に入り、冷製パスタを考案したと言われている。